# Клеточная подвижность
Клеточная подвижность — это спонтанное движение клетки из одного места в другое с потреблением энергии. Является центральным процессом в развитии и поддержании многоклеточных организмов. Тканеобразование во время эмбрионального развития, заживления ран и иммунных реакций требует проведения организованного движения клеток в определенных направлениях в определенных местах. Клетки часто мигрируют в ответ на конкретные внешние сигналы, включая химические сигналы и механические сигналы.

### Механизм миозин-независимого клеточного движения
Актиновые филаменты организуются так, чтобы, так называемые плюс-концы были прикреплены к клеточной мембране, а минус-концы обращены внутрь клетки.
При воздействии на клетку ростовых факторов (например, эпидермального фактора роста, инсулиноподобных факторов роста), инсулина, бомбезина или фетальной сыворотки активируются белки семейства малых ГТФ-аз — Rho, Rac или Cdc 42. Активированные ГТФ-фазы через ряд белков (Dia, WASP/Scar, LIM-киназа, фосфатидилинозитол-4,5-киназа) изменяют функциональную активность актинсвязывающих белков (кофилина, гельзолина, профилина, Arp 2/3 и др.), таким образом, стимулируя полимеризацию актина, рост и ветвление микрофиламентов, формирование стресс-фибрил и связанных с ними фокальных контактов. В результате вызванных ростовыми факторами перестроек актинового цитоскелета в клетке происходит формирование псевдоподий соответственно нитевидной формы (филоподий) или ламеллярной формы (ламеллоподий). В основе формирования филоподий лежит полимеризация нескольких актиновых микрофиламентов (собранных в пучок) на их плюс-концах происходит рост концов филаментов, которые генерируют толкающую силу. Эта сила «выпячивает» плазматическую мембрану в виде очень узкого псевдоподиального выроста — филоподии.
Аrр2/3 служит ядром образования новых микрофиламентов, может основывать точки ветвления на филаментах. что приводит к образованию чрезвычайно кустистых сетей из актиновых филаментов на переднем крае некоторых клеток, способен стягивать единичные актиновые филаменты в пучки, присоединяясь сбоку к нескольким филаментам одновременно. Активируются близкородственными белками WASP, Scar/WAVE, N-WASP, которые связываются с субъединицей комплекса Аrр2/3 и является своего рода медиатром активированных белков Rас и Сdс42.
Ламеллоподия образуется в результате ветвления микрофиламентов: полимеризация актина на плюс-концах разветвляющихся филаментов генерируют толкающую силу, которая «выпячивает» относительно широкий участок плазматической мембраны, формируя ламеллоподию (Lamellipodia), которые клетка образует по направлению своего движения. Вновь образованная ламеллоподия создает клеточные контакты с поверхностью, по которой движется клетка. После этого она разрушает старые контакты с субстратом и подтягивает вперед свой задний край. Сокращение клетки происходит за счет стресс-фибрилл, которые образованы актиновыми филаментами и сократительным белком миозином. По своему принципу этот процесс схож с сокращением мышцы.